# Spathius pelides
Spathius pelides är en stekelart som beskrevs av Nixon 1943. Spathius pelides ingår i släktet Spathius och familjen bracksteklar. Inga underarter finns listade i Catalogue of Life.